# Алма-Атинська декларація
Алма-Атинська декларація від 21 грудня 1991 року (рос. Алма-Атинская декларация) — документ, що підтвердив припинення існування СРСР й разом з Угодою про створення Співдружності Незалежних Держав (Мінськ, 8 грудня 1991) визначив принципи взаємовідносин і співробітництва країн-членів Співдружності Незалежних Держав. Алма-Атинська декларація досі чинна в Україні.
Декларацію підписали 21 грудня 1991 року на зустрічі в колишній столиці Казахстану Алма-Аті президенти Азербайджану, Вірменії, Казахстану, Киргизстану, Молдови, Російської Федерації, Таджикистану, Туркменістану, Узбекистану, України та голова Верховної Ради Республіки Білорусь.

## Загальні засади
Держави-учасниці СНД гарантують виконання міжнародних зобов'язань, які випливають з договорів і угод СРСР. У Декларації вказано, що СНД не є ні державою, ні наддержавним утворенням. Країни СНД взаємодіятимуть на засадах рівноправності, через координаційні інститути, які створюватимуться на паритетній основі. 
З метою досягнення міжнародної стратегічної стабільності й дотримання безпеки визнавалася необхідність збереження командування військово-стратегічними силами та єдиного контролю над ядерною зброєю. Сторони погодилися поважати наміри одна одної щодо здобуття статусу без'ядерної чи нейтральної держави. Підтверджено прагнення країн Співдружності до співпраці у формуванні та розвитку спільного економічного простору, загально-європейського та євразійського ринків. Згодом Україна не підписала Статут СНД, а отже, де-юре не стала її членом.